# Cristians Units per Israel
Cristians Units per Israel (Christians United For Israel, CUFI en anglès) és una organització cristiana americana pro-israeliana i un moviment nacional de base que està centrat en donar suport a Israel.
És l'organització pro-israeliana més gran dels Estats Units.
CUFI afirma que ofereix el seu suport a Israel per raons bíbliques.
L'organització funciona sota el lideratge del pastor John Hagee, i està associada amb diverses esglésies i ministeris dels Estats Units per tal d'oferir suport polític i financer a l'Estat d'Israel.
Entre els seus objectius es troba educar i fomentar el suport cristià a Israel a Amèrica: CUFI cerca congregar els cristians evangèlics que donen suport a Israel per raons morals i bíbliques. CUFI persegueix aquesta fita mitjançant la distribució de literatura, DVDs, informes sobre Pròxim Orient, i celebrant actes anuals tals com "una nit per honorar a Israel" (Night to Honor Israel en anglès) en diverses comunitats evangèliques de tot el país.

## Història
Cristians Units per Israel fou fundat originalment en 1992 pel pastor evangèlic David Lewis. El ministre evangèlic John Hagee va sol·licitar permís a Lewis per fer servir el nom de l'organització.
John Hagee va convidar a diversos líders cristians d'Amèrica perquè s'unissin a la seva nova iniciativa. Més de 400 líders, cadascun representant a una denominació, a una església, a un ministeri, a una companyia editorial, o a una universitat protestant, van expressar el seu suport al projecte, i d'aquesta manera va néixer Cristians Units per Israel.
John Hagee va incorporar legalment l'organització el 7 de febrer de 2006. Des de la seva creació, CUFI ha funcionat des de San Antonio (Texas), on el pastor Hagee té el seu propi ministeri religiós.
En març de 2012, l'organització va celebrar que havia superat el milió de membres, una fita que confirma el rol de CUFI com l'organització pro-israeliana més gran dels Estats Units. El gener de 2015 CUFI va superar els dos milions de membres.

## Activitats

### Una nit per honorar a Israel
CUFI celebra esdeveniments com "una nit per honorar a Israel" en diverses ciutats dels EUA. Aquests esdeveniments tenen l'objectiu manifest d'expressar la solidaritat cristiana amb l'Estat d'Israel i amb el poble jueu. Els esdeveniments com "una nit per honorar a Israel" compten sovint amb la presència de membres de la comunitat jueva local. De fet, els fons que són recaptats en aquests actes, són sovint lliurats a les federacions jueves locals per ajudar amb els seus esforços a diversos projectes que tenen lloc a Israel.

### Reunió a Washington
CUFI celebra anualment una cimera per permetre als seus delegats poder parlar personalment en nom d'Israel. En resposta a diversos esdeveniments, CUFI mobilitza als seus membres a través d'un sistema d'alerta ràpida per elevar el nivell de suport popular cap a Israel i per dur a terme tasques de lobby a favor d'aquell país al Congrés dels EUA.

### CUFI on Campus
El primer capítol universitari de Cristians Units per Israel va ser establert en la Universitat Estatal de Califòrnia, a Bakersfield, aquest capítol fou anomenat en anglès "CUFI on Campus".
Així mateix es van fer plans per establir més capítols en altres campus universitaris. En 2011 la reunió anual de CUFI a Washington DC, es va anunciar que s'havien format diversos capítols de "CUFI on Campus" i que estaven en procés de formar-se nous capítols en més de 75 campus universitaris i que l'organització CUFI estava present a 225 campus del país.

### Filles de Sió
Les Filles de Sió (Daughters for Zionen anglès) són un ministeri cristià de pregària que forma part de l'organització Cristians Units per Israel (CUFI), una associació nacional mitjançant la qual cada església, organització, ministeri cristià, o persona individual en els Estats Units d'Amèrica, pot parlar i actuar en suport de l'Estat d'Israel. L'agost de 2007 l'organització CUFI va implementar l'associació Filles de Sió, la seva missió és organitzar una xarxa nacional d'oració per Israel a cada ciutat dels Estats Units d'Amèrica. Aquests grups de pregària poden ser implementats a l'església, a la llar, a l'oficina, o en qualsevol indret apropiat per al culte.L'associació Filles de Sió va ser creada sota la direcció del pastor protestant John Hagee i la pastora Lynn Hammond.